# BIOSPHERE
『BIOSPHERE』（バイオスフィア）は、LOUDNESS17枚目のアルバム。2002年9月4日発売。
発売元は徳間ジャパン・コミュニケーションズ。

## 解説
ベスト盤『THE BEST OF REUNION』の公式サイトにおける収録曲欄には、本作タイトルについて『BIOSPHERE 〜新世界』という表記があるため、『SPIRITUAL CANOE 〜輪廻転生〜』以来3作連続で副題がついていることになる。だが、同サイト内でもその他のページには副題の表記は無い。
前々作、前作に比べて、正統派ヘヴィメタル要素が大幅に後退し、極端に簡素化したハードコア寄りの楽曲が並んでいる。

## 収録曲
1. HELLRIDER　[5:29]
2. BIOSPHERE　[3:50]
本作のタイトル曲。
3. SAVIOR　[3:44]
4. MY PRECIOUS　[5:08]
5. WIND FROM TIBET　[5:39]
6. SYSTEM CRUSH　[4:22]
7. THE NIGHT IS STILL YOUNG　[4:36]
8. SHAME ON YOU　[5:53]
9. BREAK MY MIND　[4:30]
10. SO BEAUTIFUL　[4:53]
11. FOR YOU　[6:52]

## 参加ミュージシャン
- 二井原実 - ボーカル
- 高崎晃 - ギター、作詞、作曲、編曲
- 山下昌良 - ベース
- 樋口宗孝 - ドラム